# El caballo de Turín
El caballo de Turín  (A Torinói ló como título original en húngaro) es una película de 2011 dirigida por Béla Tarr y Ágnes Hranitzky. Fue premiada con el Gran Premio del Jurado en el Festival de Berlín de ese mismo año, Premio Internacional de la Crítica Fipresci.

## Sinopsis
La película se inspira en un episodio de la vida de Friedrich Nietzsche. A la salida de su habitación en Turín, el 3 de enero de 1889, el filósofo alemán ve un cochero golpeando con el látigo a su obstinado caballo que rehúsa a moverse. Nietzsche queda impresionado por la violencia del hombre y de su voluntad de dominar el mundo. Se precipita para contener al cochero, y sollozando abraza al caballo. El inicio de la película se enlaza a esta anécdota preguntándose cual podría haber sido el destino del animal.
El cochero con su caballo vuelven a su vivienda de campo donde lo espera su joven hija. El viento incesante atormenta sus días, que se pasan entre la monotonía y la pesadez de sus míseras existencias. Parece que los protagonistas están resignados, no sucederá nunca alguna cosa que pueda cambiar sus vidas.
Un conocido pasa por su morada y declara que la vecina ciudad está en ruinas. Denuncia que los hombres, mezquinos y astutos han corrompido el mundo con sus acciones y han envenenado la tierra. Los hombres nobles y dignos se han extinguido, sus existencias no tiene sentido en un mundo en el cual la avidez humana no conoce límites.
Un grupo de gitanos se acerca a la casa, sacan agua del pozo y quisieran llevarse a la muchacha. Representan el ansia de libertad, el deseo de fuga hacia un mundo mejor. Pero no hay esperanza y el lento deterioro de todo lo que los circunda es una especie de rebelión de la naturaleza contra la inmoralidad del hombre. El caballo deja de alimentarse, el pozo se seca, la brasa se consume, la luz del sol deja de brillar.
En realidad es una yegua que Béla Tarr encontró en una subasta de animales y que de no haberla adquirido la hubieran sacrificado, actualmente y como el director ha declarado hoy, está pastando en prados y está preñada.

## Estructura y estilo
La película se divide en seis partes que se corresponden a igual número de días consecutivos en la vida de los protagonistas, (según declaró su director la ausencia de un séptimo día se debe a que dios descansó después de los seis días que dedicó a la creación del mundo), durante los cuales se repiten más o menos las mismas acciones de  su vida cotidiana: la mujer va a buscar agua al pozo, viste a su padre, cocina las papas que son comidas con las manos. Los dos protagonistas están casi constantemente en silencio. Las palabras cobran importancia cuando intervienen agentes externos: el inquietante discurso del visitante, los gritos de los gitanos, la lectura que hace la hija del libro obsequiado por ellos. Una voz, fuera de escena se inserta esporádicamente para comentar los hechos. Las seis jornadas son precedidas por una introducción sobre la pantalla negra, y simultáneamente la misma voz, fuera de escena, relata el episodio de Nietzsche y el caballo, seguida de una dramática secuencia que muestra al hombre retornando a su casa sobre un carro arrastrado por el animal.
La banda sonora está constituida por una sola pieza musical que se repite en varios momentos de la película. Las tomas son realizadas siguiendo un estilo a este punto consolidado por Béla Tarr: largos plano-secuencia en blanco y negro en las cuales la cámara se mueve más o menos lentamente siguiendo las acciones de los protagonistas o mostrando los ambientes. Por lo tanto los tiempos de las acciones cotidianas de los protagonistas son generalmente respetados y se crean diversos tiempos muertos. Toda la película está compuesta de solo 30 planos.

## Temas
Hay una insistencia patológica en reproducir constantemente las mismas acciones en  espera de que algo nuevo suceda. Es una tendencia típica del ser humano. Lo que he hecho en mi película es reproducir la vida.
Béla Tarr

Según el director Béla Tarr el tema central de la película es "la pesadez de la existencia humana". No se concentra sobre la mortalidad sino que sobre la vida cotidiana: "Queríamos ver lo difícil y terrible que es cuando cada día tienes que ir a buscar el agua al pozo, en verano, en invierno...siempre. La repetición diaria de las mismas acciones nos da la posibilidad de demostrar que hay algo equivocado en su mundo. Es muy simple y puro". Tarr describe también "El caballo de Turín" como el último paso de un desarrollo que ha atravesado su carrera: "En mis primeras películas partía de mi sensibilidad social y quería cambiar el mundo. Después he debido comprender que los problemas son más complejos. Ahora solo puedo decir que es muy pesado y que no se qué sucederá, pero veo algo muy próximo. El fin. Antes de rodar lo sabía sería mi última película".
Según Tarr, el libro que la mujer recibe de los gitanos es una “anti-biblia”. El texto es del guionista de la película, László Krasznahorkai, y contiene referencias a Nietzsche. Tarr describe al visitante en el film como "una especie de sombra nietzscheana”, pero hace notar cómo este difiere de Nietzsche puesto que no afirma que Dios ha muerto, sino que maldice  tanto a los hombres como a Dios: "el punto es que la humanidad, todos nosotros, incluyéndome, somos responsables por la destrucción del mundo. Pero también hay una fuerza sobre humana que actúa - el viento que sopla durante toda la película - y esta también está destruyendo el mundo. Por lo tanto, tanto la humanidad  como también una fuerza superior están destruyendo el mundo"».